# Пекінський університет
Пекінський університе́т (кит.: 北京大學), відомий також під скороченою назвою «Бейда» кит.: 北大 — заснований у 1898 році, найбільший університет Китаю, один із найстаріших вишів країни.

## Історія

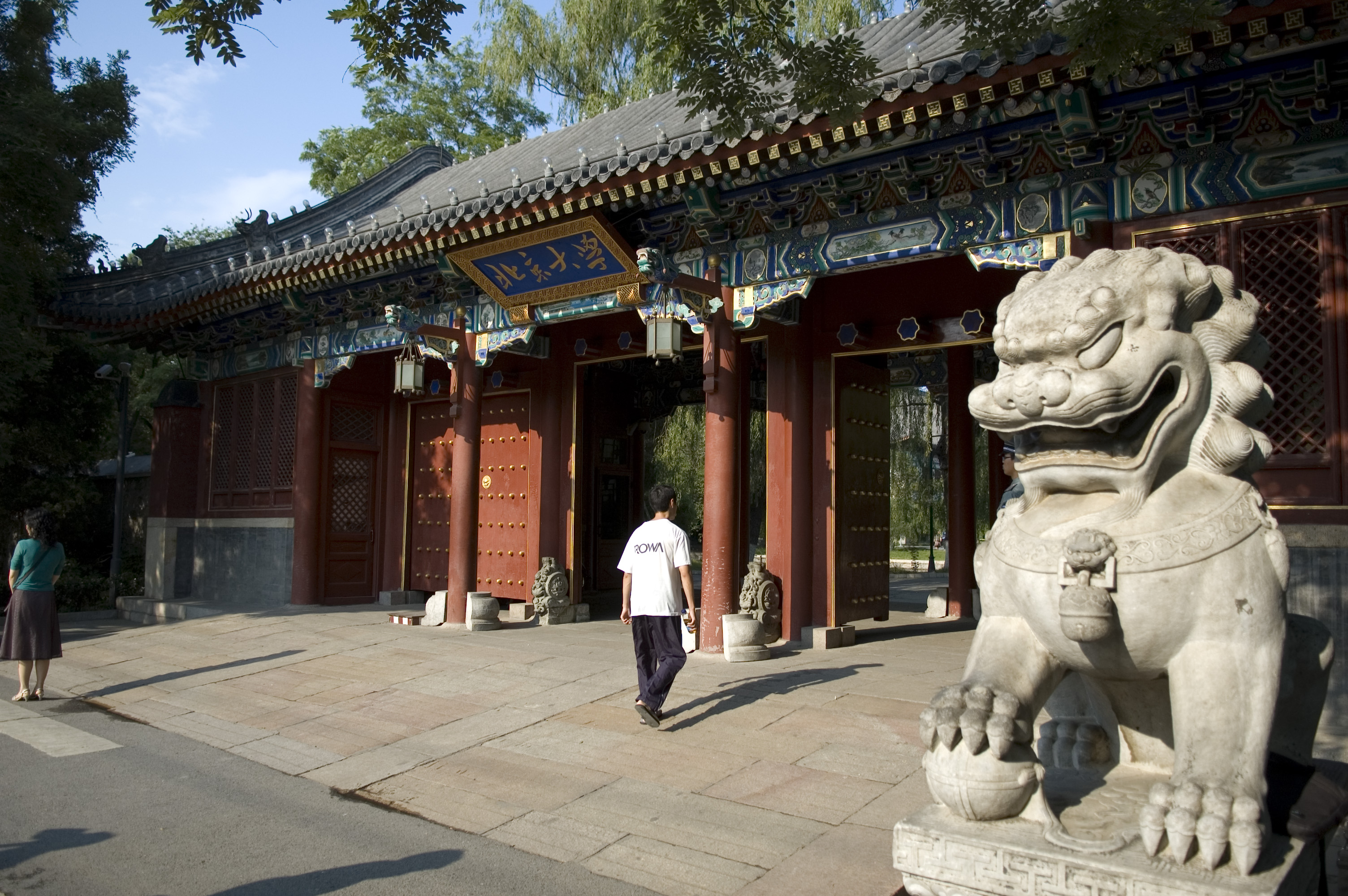
Західна брама Пекінського університету, один з символів університетського містечка

Пекінський університет було закладено у столиці Китаю у грудні 1898 року, під час так званих «Ста днів реформ», поміркованого соціально-культурного реформаторського руху передостаннього імператора Ґуансюя. Первинно університет мав назву «Столичні учительські палати» (кит.: 京师大学堂), а 1912 року, після Синьхайської революції та проголошення Республіки Китай, отримав свою сучасну назву.
Період рішучих та найважливіших змін у головному виші Китаю пов'язують з відомим вченим Цай Юаньпеєм, якого було призначено на посаду голови університету 1917 року. За його часів тут відкрилося 14 спеціальностей, почали навчатися жінки, а на посади викладачів запрошувались найкращі фахівці та вчені країни, в тому числі майбутні засновники КПК Лі Дачжао та Чень Дусю, Ху Ши та інші.
Під час Другої японсько-китайської війни Пекінський університет переїжджав до Куньміну, адміністративного центру провінції Юньнань на півдні країни. Там зусиллями студентів та викладачів було відкрито самостійний навчальний заклад — Національний південно-західний університет.
Після того як Пекінський університет переїхав назад до столиці, з ним було об'єднано декілька сторонніх інститутів, і він втратив свою місцеву приналежність, набуваючи загальнонаціонального значення. Тут стали вивчати мистецтво, технічні науки, право, медицину, інженерну та сільськогосподарську справу. Існував також дослідницький інститут гуманітарних наук. Загальна кількість студентів 1946 року сягнула трьох тисяч.

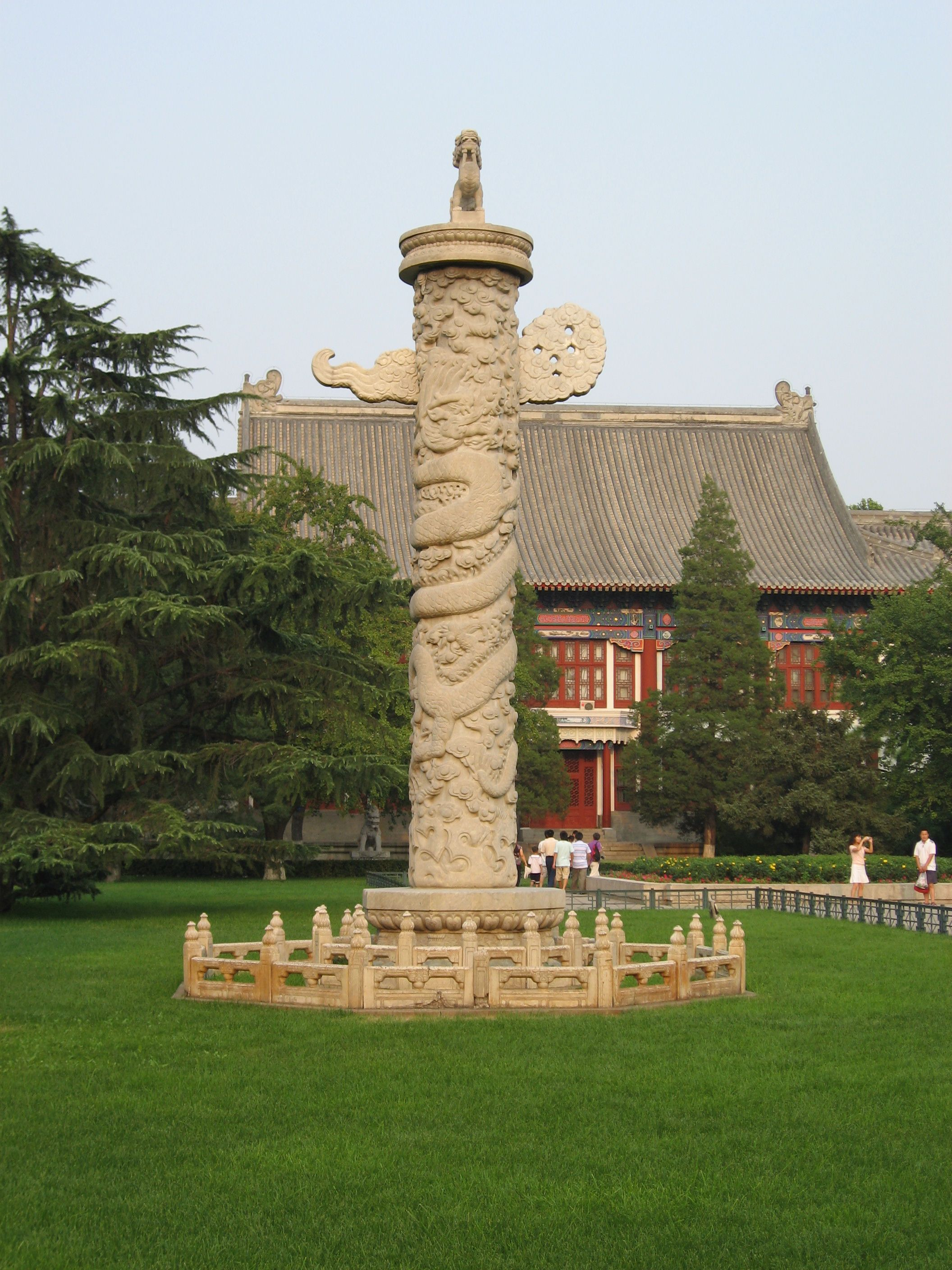

З 1950-х років та до кінця 1990-х років Пекінський університет стабільно розвивався та розширювався. У 2000 році до нього було приєднано великий Медичний інститут, який став Коледжем здоров'я при Пекінському університеті.

## Сучасність

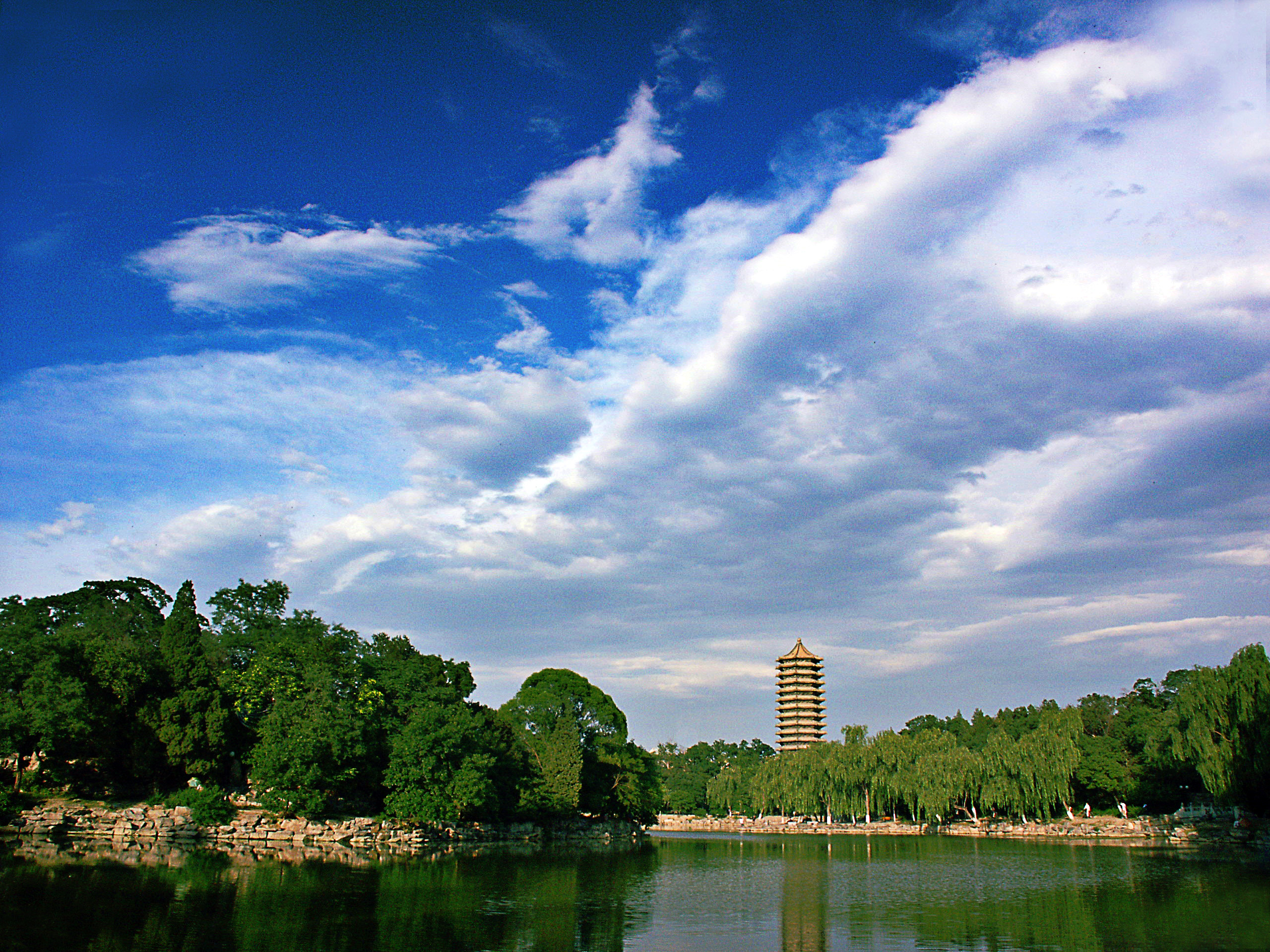
Озеро, розташоване в центрі університетського містечка

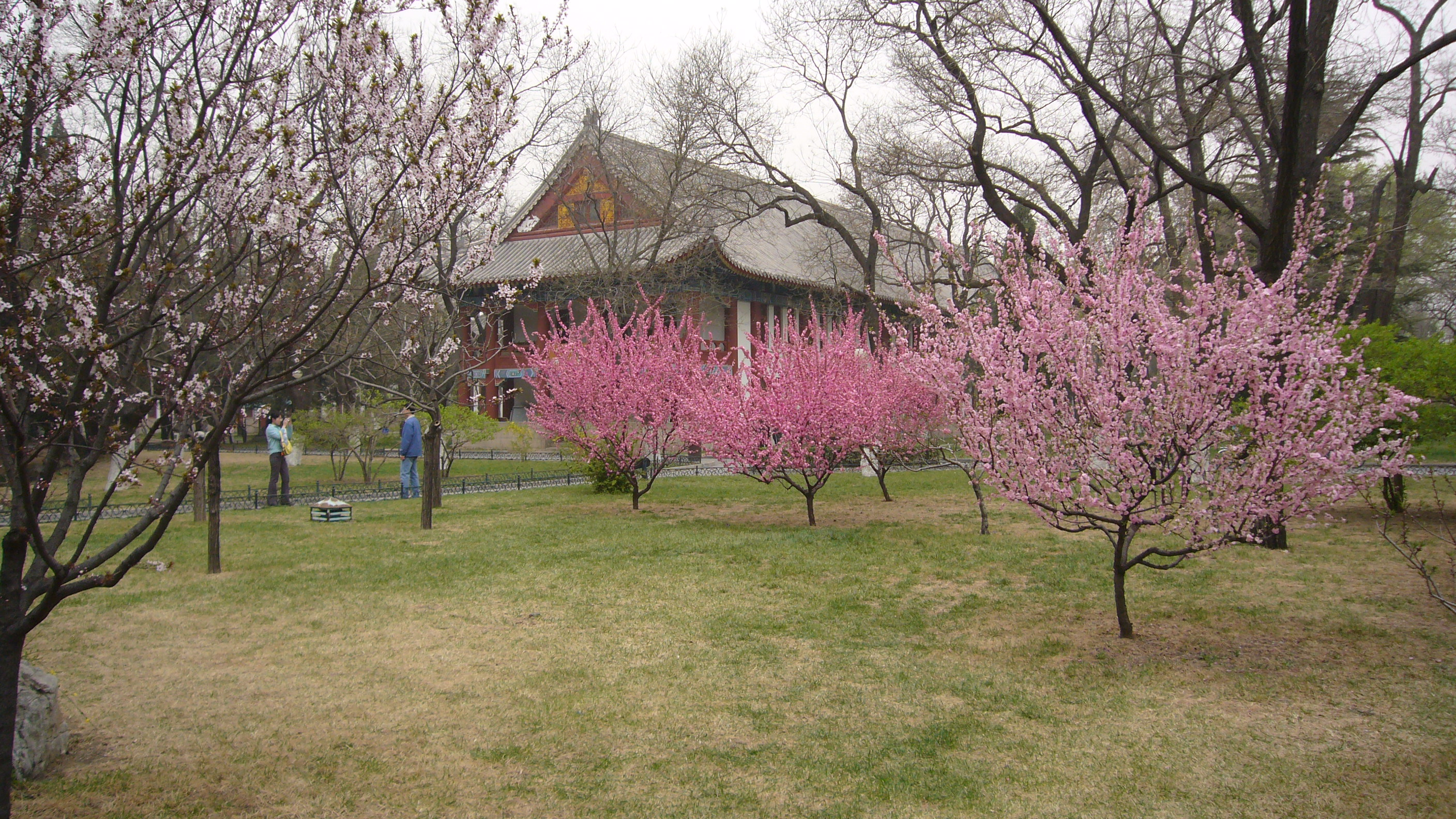
Пекінський університет навесні

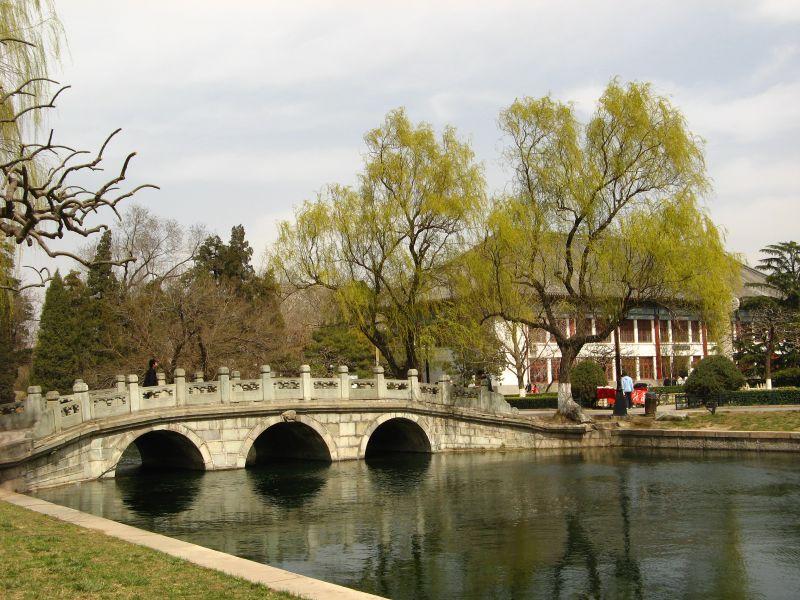
Кам'яний міст у містечку

Сьогодні Бейда — найважливіший вищий навчальний заклад КНР. Він включає до свого складу 30 коледжів і 12 факультетів. Навчання ведеться за 93 бакалаврськими, 199 магістерськими та 173 докторантськими спеціальностями. При університеті діють 216 дослідницьких інститутів, два інженерних наукових центри мають статус загальнонаціональних. У місцевій бібліотеці налічується понад вісім мільйонів книжок та 10 тисяч найменувань китайських та іноземних журналів. Загальна площа книгосховищ та читацьких зал перевищує 50 тисяч квадратних метрів — це найбільша бібліотека в Азії.
За кількістю професорів, наукових керівників докторантів, академіків Академії наук Китаю, Академії інженерно-технічних наук та, власне, самих студентів (їх тут понад 35 тисяч) Пекінський університет займає перше місце в країні.
Також тут навчається більша кількість іноземних студентів. В університетському містечку постійно розміщено близько двох тисяч іноземців. 40 % з них — корейці, решта 60 складаються з громадян країн Європи, Північної Америки, Австралії та Азії.
Однією з характерних рис університетського життя є діяльність різноманітних студентських громад — наукових, технічних, культурних та спортивних. Загалом в університеті більше сотні спілок.
1994 року було утворено Китайський центр економічних досліджень — підрозділ Пекінського університету.
Позиції у світових рейтингах ВНЗ на 2015 р.: за версією SIR World Ranking — 30; за версією Times Higher Education — 48.

## Цікаві факти

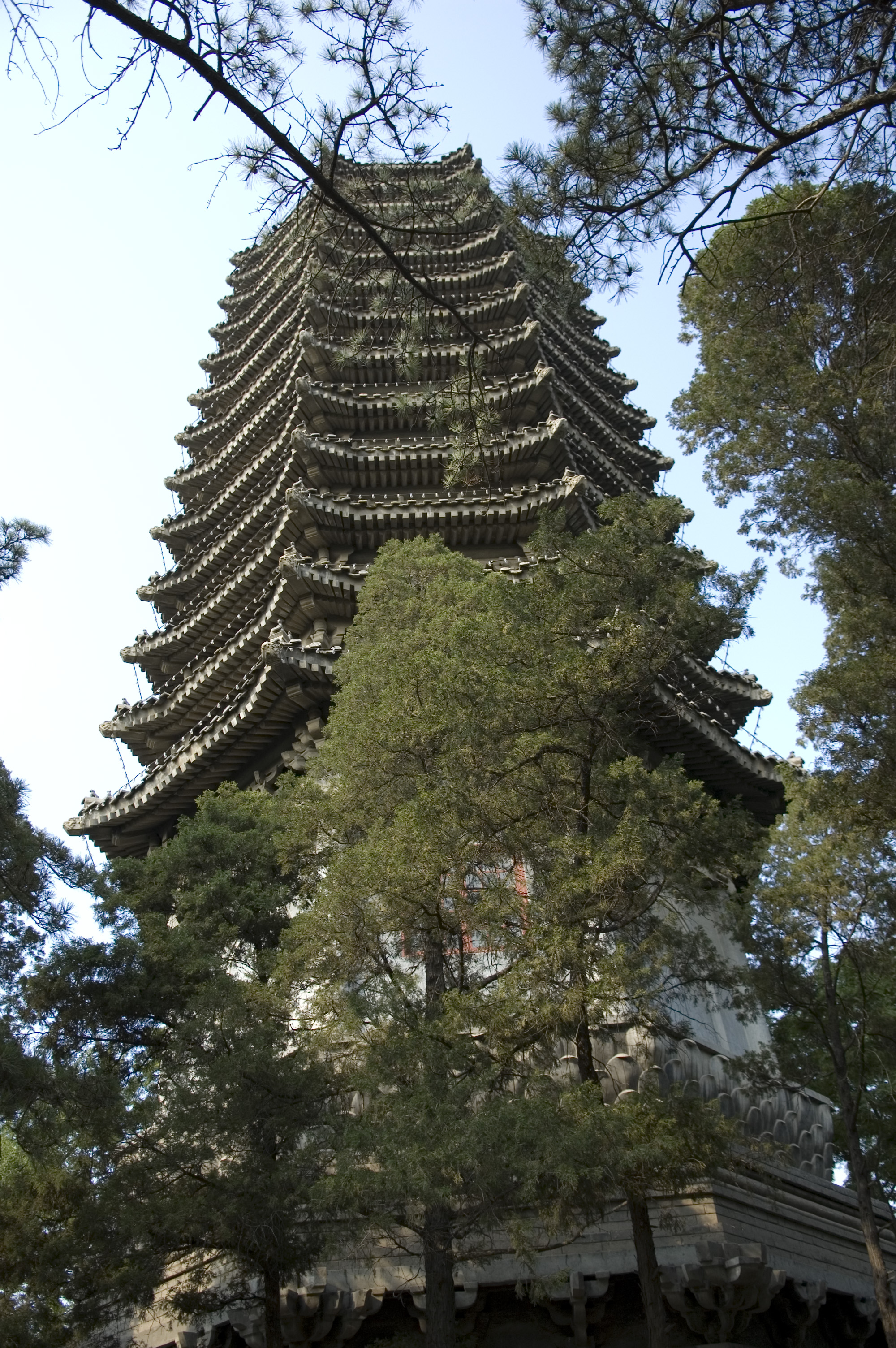
Пагода Бойя

- Назва великого астероїда 7072 Бейцзіндасюе[4] («Пекінський університет»), виявленого 1998 року, — подарунок китайських астрономів до століття головного вишу КНР.
- Пекінський університет розташовано на північному заході Пекіну, в «університетському» районі Хайдянь. Кампус вважається одним з найкрасивіших місць у світі. Він займає території колишніх імператорських садів династії Цінь, оточений традиційними китайськими пейзажами та безліччю старовинних будівель.
- Університет бере участь у міжнародній мережі Universitas 21, що об'єднує найсучасніші інститути світу з найвищою якістю освіти. У планах університету на найближче десятиріччя — посісти одне з провідних місць серед найкращих університетів планети.
- Відповідно до рейтингу авторитетної англійської газети The Times, Пекінський університет посідає перше місце в Азії й 14-те у світі за якістю освіти.